# Arrestations en Jordanie en 2021

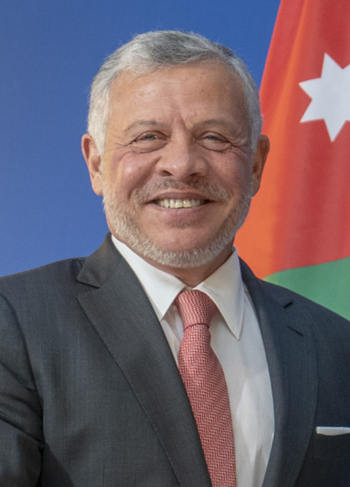

Les arrestations en Jordanie sont  une série d'arrestations de plusieurs hauts responsables qui se produit le 4 avril 2021. Une vingtaine de personnes sont placées en détention, officiellement pour avoir menacé à la sécurité de l'État. Parmi ces responsables, l'ancien directeur de la cour royale, et le demi-frère du roi de Jordanie Abdallah II et ancien prince héritier, Hamzah bin Hussein (en).

## Événements
Le 3 avril 2021, les autorités jordaniennes annoncent qu’elles ont arrêté jusqu'à 20 personnes pour leur implication dans un complot visant la sécurité du pays, y compris Bassem Awadallah (en), ancien chef de la Cour royale de 2007 à 2008, avec Cherif Hassan ben Zaid, tandis que l’ancien prince héritier Hamzah (en) était assigné à résidence.
Les responsables jordaniens ont déclaré qu’il y avait un « complot complexe et de grande envergure » qui incluait au moins un autre membre de la famille royale ainsi que des chefs tribaux et des membres de établissement politique et sécuritaire du pays.
Parmi les personnes arrêtées se trouvaient Bassem Awadallah et Cherif Hassan ben Zaid deux ressortissants à la fois jordaniens et saoudiens. Awadallah a été l’ancien envoyé de la Jordanie en Arabie saoudite et était connu pour ses liens étroits avec le prince héritier d'Arabie saoudite Mohammad ben Salmane.
Ces tensions surviennent dans un contexte de colère sociale, une frange croissante de la population s’inquiétant de la hausse du chômage (le taux de chômage est de près de 25 % à l'été 2021), du coût de la vie et de l'absence de représentativité politique.
D'après Le Monde, la version officielle a été accueillie froidement par les analystes et une partie de la population. Ainsi, d'après un spécialiste de la famille royale cité par le quotidien, « ces remous ont davantage à voir avec la montée massive du mécontentement populaire, dans les domaines politique et économique, et avec la crainte que celle-ci génère dans les cercles dirigeants. J’ai le sentiment que le prince Hamza est un bouc émissaire, que le pouvoir exagère la menace, pour décourager toute discussion publique de la corruption ».

## Réactions internationales
Les principaux alliés du roi Abdallah II, dont les États-Unis, l'Arabie saoudite, les Émirats arabes unis et Israël, ont exprimé leur « soutien » aux mesures prises par le régime pour « maintenir la stabilité du pays ».